# Suka Maju (Binjai Barat)
Suka Maju is een bestuurslaag in het regentschap Binjai van de provincie Noord-Sumatra, Indonesië. Suka Maju telt 7674 inwoners (volkstelling 2010).